# Molly Hayes
Molly Hayes, também conhecida como Princesa Poderosa, é uma personagem fictícia, uma super-heroína que aparece nas revistas em quadrinhos americanas publicadas pela Marvel Comics. Molly Hayes foi criada pelo escritor Brian K. Vaughan e pelo artista Adrian Alphona, e a sua primeira aparição foi em Fugitivos #1 (Julho de 2003). Como todos os membros dos Fugitivos originais, ela é filha de vilões malignos com habilidades especiais; no caso de Molly, mutantes telepáticos.
Molly foi originalmente o único mutante da equipe; apesar de ter pais mutantes telepáticos, os poderes mutantes de Molly são força sobre-humana e invulnerabilidade. Muitas vezes chamada de "Mol", Molly é a mais jovem dos Fugitivos e sua inocência muitas vezes serve de humor na série, mas ela demonstrou grande percepção em momentos críticos. Depois de convidar sua colega Klara Prast para se juntar á equipe, Molly se conforta em ter outro mutante e alguém da sua idade. Ela é extremamente orgulhosa de sua herança mutante e admira os X-Men. Sua marca registrada é uma linha expansiva de chapéus exibidos em toda a série.
A personagem é reimaginada como Molly Hernandez e é interpretada por Allegra Acosta na série de televisão do Hulu, Runaways.

## Publicação
Molly Hayes apareceu pela primeira vez em Fugitivos #1 (Julho de 2003) e foi criada por Brian K. Vaughan e Adrian Alphona. Molly foi um dos poucos Fugitivos a realmente permanecer com o nome que tinha na proposta original de Brian K. Vaughan; ela é nomeada em homenagem a irmã mais nova de Vaughan, Molly Hayes Vaughan. No entanto, no tom original da série, os pais de Molly eram atores de Hollywood. Isso acabaria se tornando a história de disfarce dos pais de Karolina. Além disso, o relacionamento como irmãos de Molly com Chase seria originalmente com Gert. Molly tinha treze anos na ideia original, em vez de onze.

## Biografia ficcional da personagem
Molly está com os amigos Alex Wilder, Nico Minoru, Karolina Dean, Gertrudes Yorkes e Chase Stein quando eles observam seus pais chamando-se "O Orgulho" e preparando o sacrifício ritual de uma jovem. Molly é afastada preventivamente por Karolina, enquanto as crianças mais velhas assistem ao início do sacrifício. Eles informam Karolina e decidem fugir de suas casas naquela mesma noite. Depois de descobrir seus poderes e presentes, os cinco filhos mais velhos resgatam Molly de sua casa. Molly acorda de um sono psiquicamente induzido durante o resgate dos Fugitivos e vê sua mãe sendo ameaçada por Nico. Os poderes mutantes de Molly se manifestam naquele momento em uma exibição de cabelos e olhos cor-de-rosa brilhante. No entanto, Molly usa sua força para derrubar Leslie Dean do céu, salvando Gert. Molly prontamente adormece de exaustão e os Runaways a levam para seu novo esconderijo, uma mansão em ruínas chamada "o Hostel".

Ao longo do primeiro volume da série, Molly está cética de que seus pais foram cúmplices de assassinato e não tem certeza de por que o grupo fugiu em primeiro lugar. No entanto, ela está animada com a perspectiva de se tornar uma super-heroína e usa entusiasticamente o codinome "Princesa Poderosa". Molly expressa desinteresse pelas motivações do Orgulho, mas fica animada quando Alex planeja interromper o sacrifício ritual do Orgulho para os Gibborim. Quando os Fugitivos encontram o Orgulho, Molly testemunha em primeira mão por que ela e seus amigos se esconderam e destruíram o sacrifício preparado para os Gibborins. Ela escapa com os Fugitivos quando os Gibborim atacam o Orgulho por perder o sacrifício. Após a morte do Orgulho, Molly é enviada para a X-Corp para adoção temporária, mas sai de lá com a ajuda de Gert e foge com o resto da equipe.

## Recepção
Em 2008, a lista de dez melhores heróis adolescentes do Marvel.com apresentou Molly como um número onze hipotético, citando sua idade muito jovem como a razão pela qual ela não poderia estar na lista regular. Em 2009, Molly foi nomeada a quarta (de dez) mulheres mais duras do Universo Marvel, depois de Rogue, She-Hulk e Ms. Marvel.

## Em outras mídias

### Televisão
Allegra Acosta interpreta Molly na série de televisão do Hulu, Runaways, com seu sobrenome alterado para Hernandez. Devido à 20th Century Fox possuir os X-Men e a palavra 'Mutante' para o cinema e a televisão, a origem de Molly foi alterada.  Ela é, em vez disso, uma mutação com seus poderes vindos de rochas estranhas. Antes do início da série, seus pais morreram em um incêndio e ela foi adotada pelos Yorkes. Ela descobre que ela tem super força cedo depois de sofrer cãibras.

### Jogos eletrônicos
Molly Hayes apareceu como uma personagem jogável no jogo eletrônico de Facebook, Marvel: Avengers Alliance.